# Miguel Buiza Fernández-Palacios

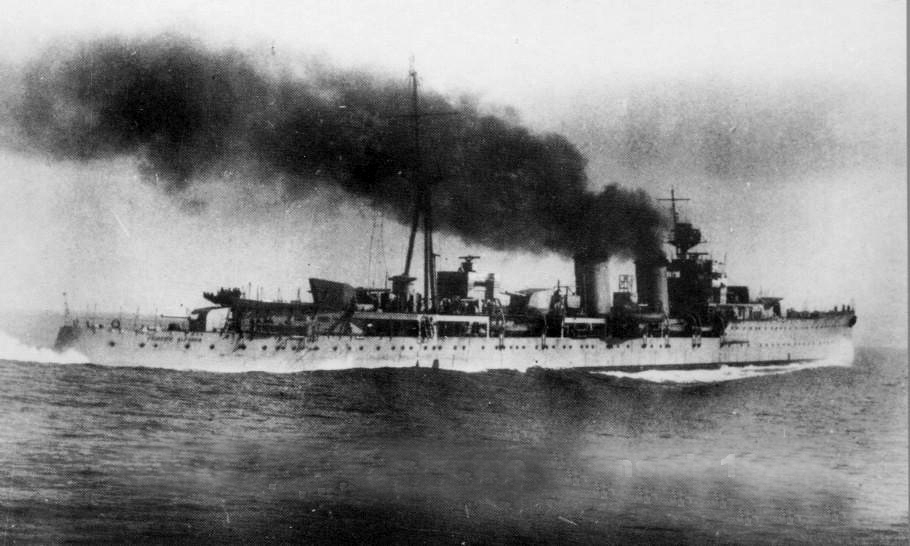
O Cruzador rápido Libertad. Miguel Buiza era comandante deste navio da Marinha Republicana quando se tornou capitão-general da Frota Republicana Espanhola.

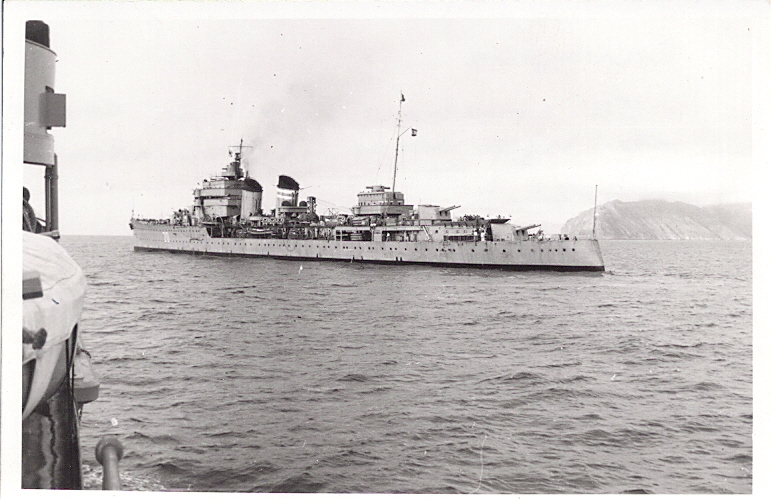
O Cruzador Miguel de Cervantes, o navio em que Miguel Buiza deixou Cartagena por Bizerta liderando o remanescente da Armada Republicana Espanhola em Março de 1939.

Miguel Buiza Fernández-Palacios (1898 - 1963) foi um oficial da marinha espanhola mais conhecido por ser o comandante da Marinha de Guerra da República Espanhola durante a Guerra Civil Espanhola. Ele morreu no exílio em Marselha em 1963.
Miguel Buiza é muitas vezes referido como um almirante, devido ao seu papel de alto perfil liderando a Armada Republicana Espanhola, mas há fontes que afirmam que ele nunca subiu acima do posto de capitão (Capitán de Navío)

## Início de vida
Miguel Buiza nasceu numa família rica de donos de fábricas em Sevilha. Em 1915, Buiza entrou na Academia Naval em San Fernando. Em 1932, ele alcançou o posto de comandante-tenente (Espanhol: Capitán de Corbeta) da Marinha Republicana Espanhola. Quatro anos mais tarde, quando a Guerra Civil Espanhola começou, ele estava no comando do rebocador militar Cíclope (RA-1) e recusou-se a se juntar ao golpe pró-Fascista de Julho de 1936, permanecendo fiel à república. O seu irmão Francisco, um comandante do Exército Republicano Espanhol, juntou-se à facção rebelde após o golpe e foi morto em combate na frente perto de Madrid no início da Guerra Civil.

## Guerra Civil
No início de Agosto de 1936, no início da guerra, Miguel Buiza participou do bloqueio do Estreito de Gibraltar como comandante do cruzador ligeiro Libertad. Mais tarde, no mesmo mês, ele entrou em ação na Batalha de Maiorca em apoio à fracassada operação de desembarque Republicana em Porto Cristo.
Em 2 de Setembro, Miguel Buiza foi nomeado Capitão-General da frota republicana por Indalecio Prieto, o ministro da Marinha e do Ar, enquanto mantinha o comando do Libertad. Buiza tinha apenas 38 anos na época. Na terrível reorganização pós-golpe de 1936 das Forças Armadas da República Espanhola, Prieto acabou com os "comités de navios" da Marinha e tentou criar uma estrutura que restabelecesse a disciplina depois da maioria dos comandantes superiores ter desertado para os rebeldes.
Após a decepcionante derrota da frota Republicana Espanhola em 27 de Setembro de 1938, na Batalha do Cabo de Cherchell, quando uma série de erros táticos por parte do comando Republicano resultou na perda de dois navios cargueiros, Miguel Buiza foi dispensado de suas funções como comandante da Marinha e substituído pelo Capitão Luis González de Ubieta, que foi promovido a almirante. O Presidente Manuel Azaña reconheceu em suas memórias a sua decepção com a indecisão do comandante da Marinha Republicana Espanhola, apesar de ter um maior número de navios. Depois de ser despromovido, Buiza foi transferido de um posto para outro, como inspetor de bases navais, Chefe do Estado-Maior da Marinha  e depois também de cargos secundários, como diretor de pessoal naval, até ser reintegrado com Capitão-General da Armada Republicana em Fevereiro de 1939.
Pouco tempo depois, em 5 de Março de 1939, o Coronel do Exército Republicano Espanhol Segismundo Casado lançou um golpe anticomunista e proclamou um Conselho de Defesa Nacional (Consejo Nacional de Defensa) para procurar um armistício com os rebeldes e acabar com a guerra fratricida, medida que Miguel Buiza favorecia. No mesmo dia, a Força Aérea Nacionalista bombardeou o porto de Cartagena, a base principal da Marinha Republicana, afundando o contratorpedeiro Sanchez Barcaiztegui. Após o bombardeamento e a agitação na cidade, onde uma rebelião estava em andamento entre adversários e defensores da continuação da guerra civil, Miguel Buiza decidiu evacuar as unidades marítimas da Frota Republicana. Assim que a noite caiu, pelo menos três cruzadores, oito contratorpedeiros e dois submarinos deixaram o porto de Cartagena, acelerando para o alto mar.
A frota tomou um rumo a leste, liderada por Miguel Buiza, a bordo do cruzador Miguel de Cervantes e chegou às águas da Argélia. Em Orã, Buiza pediu permissão para ancorar, mas as autoridades navais da Argélia Francesa não permitiram que ele levasse os navios da República Espanhola para o porto. Eles mandaram-no para Bizerta no Protetorado Francês da Tunísia, onde a frota chegou em 7 de Março. Não muito depois da ancoragem, a frota foi apreendida pelas autoridades Francesas. Com excepção de alguns tripulantes que foram colocados em guarda nos navios, os marinheiros Republicanos Espanhóis e os seus oficiais foram internados num campo de concentração em Meheri Zabbens, perto de Meknassy, numa mina de fosfato abandonada. Miguel Buiza recusou qualquer tratamento especial e pediu para ser internado junto com os outros marinheiros.

## Exílio

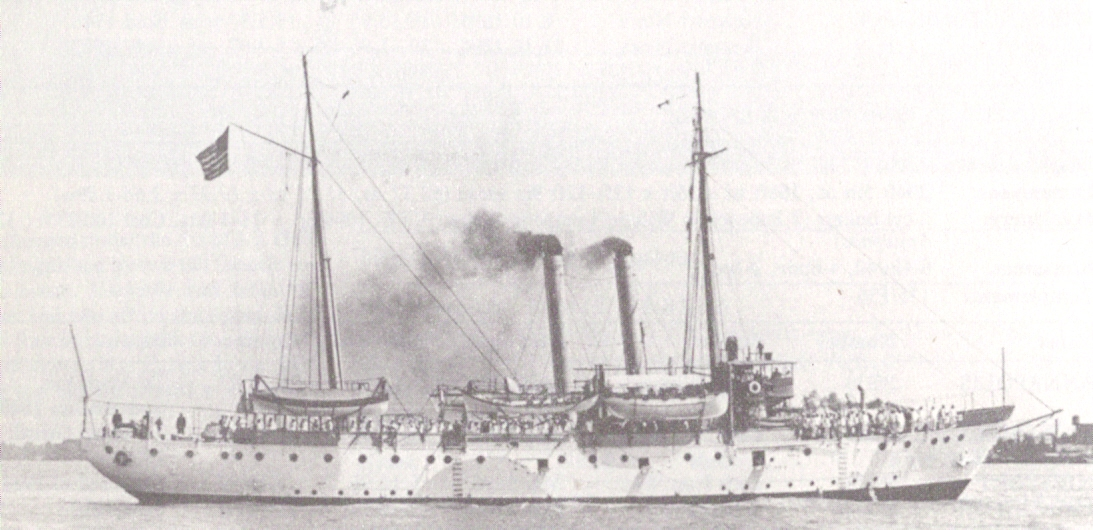
USS Paducah, o navio que foi renomeado Geula, que significa "Redenção", quando liderado por Miguel Buiza para trazer sobreviventes judeus dos Campos de concentração nazistas para a Palestina.

Em Maio de 1939, depois da República Espanhola já ter perdido a guerra civil, Miguel Buiza pediu permissão ao governo Francês para se juntar à Legião Estrangeira Francesa (Légion étrangère), onde foi admitido como oficial estrangeiro com o posto de capitão. No início da Segunda Guerra Mundial, Buiza havia sido promovido a comandante, mas em meados de 1940 renunciou após o Segundo Armistício de Compiègne, entre a Alemanha Nazi e a Terceira República Francesa. Certas fontes alegam que ele foi forçado a sair da Legião Estrangeira Francesa pelas novas autoridades da França de Vichy, devido ao seu passado antifascista.
Miguel Buiza estabeleceu-se em Orã, onde trabalhou como contabilista num hotel. Em 1947, ele foi recrutado por Zeev Hadari, um dos representantes na França do Hamossad Le'aliyah Bet, a filial do Haganá no Mandato Britânico da Palestina que facilitou a imigração Judaica para a Palestina, violando as restrições Britânicas.
Sob o nome "Moshé Blum", Buiza tornou-se o comandante do navio mercante Geula, o antigo USS Paducah. Em 2 de Outubro de 1947, o navio foi interceptado enquanto tentava furar o bloqueio Britânico e trazer refugiados Judeus para a Palestina. Buiza foi preso pelas autoridades Britânicas e internado num campo de concentração perto de Haifa.
Depois de recuperar a sua liberdade, Miguel Buiza regressou a Orã. Em 1962, após os Acordos de Évian e a independência da Argélia, juntou-se ao êxodo dos Pied-Noir e foi para França como refugiado.
Miguel Buiza morreu no exílio em Marselha em 23 de Junho de 1963, quase um ano depois de sua chegada da Argélia, sem ter conseguido regressar a Sevilha, a cidade em que nasceu. Ele está enterrado no cemitério em Hyères, no departamento de Var. Menos de dois meses após a morte de Miguel Buiza, a sua viúva publicou um pequeno obituário no jornal espanhol ABC.